# 皮亞斯圖夫

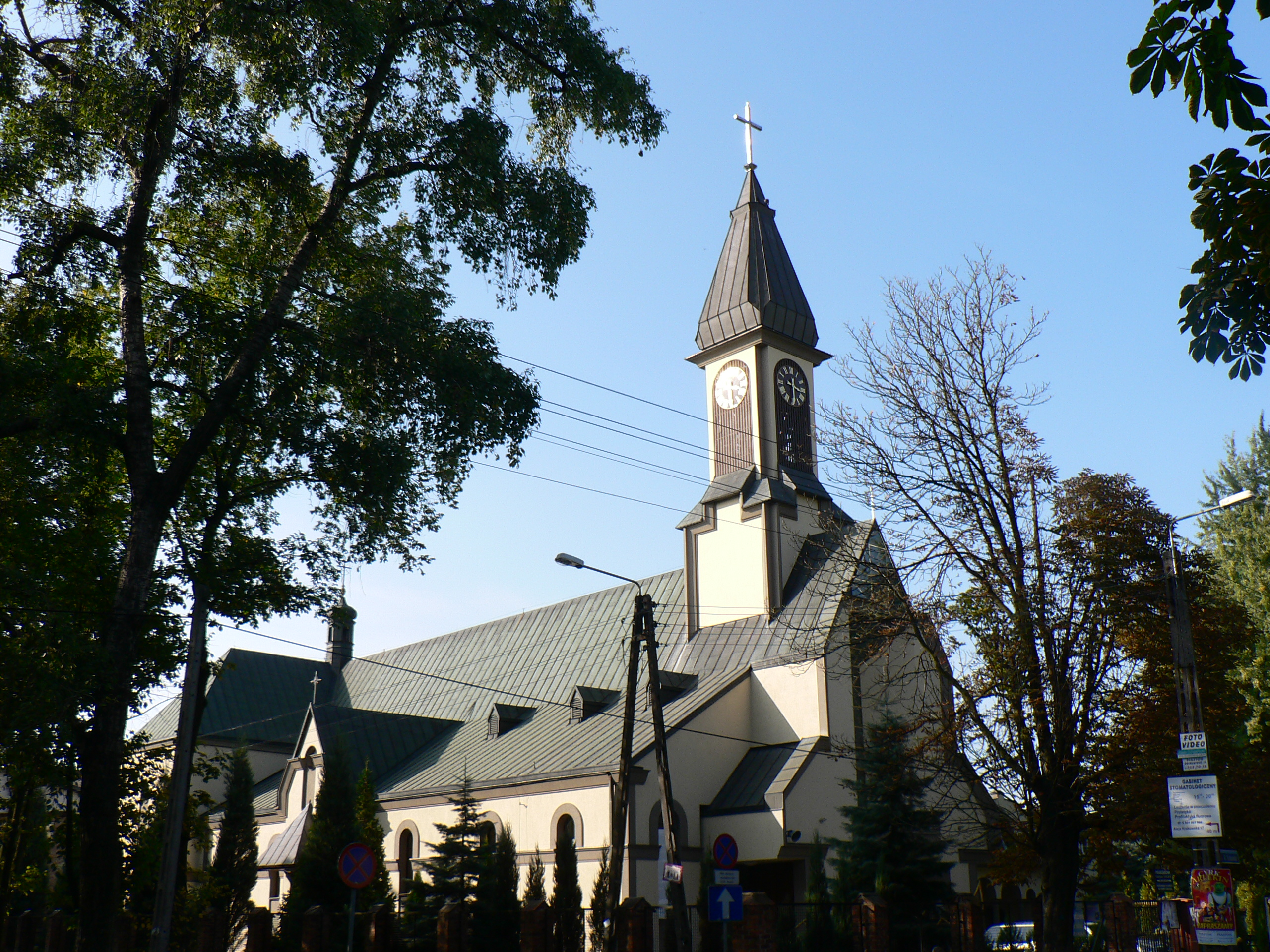

皮亞斯圖夫是波蘭的城鎮，位於該國中部，毗鄰首都華沙，由馬佐夫舍省負責管轄，始建於十六世紀，面積5.76平方公里，2010年人口22,922，是全國第二人口稠密的城鎮。